# Kinder- und Jugendhospiz Regenbogenland

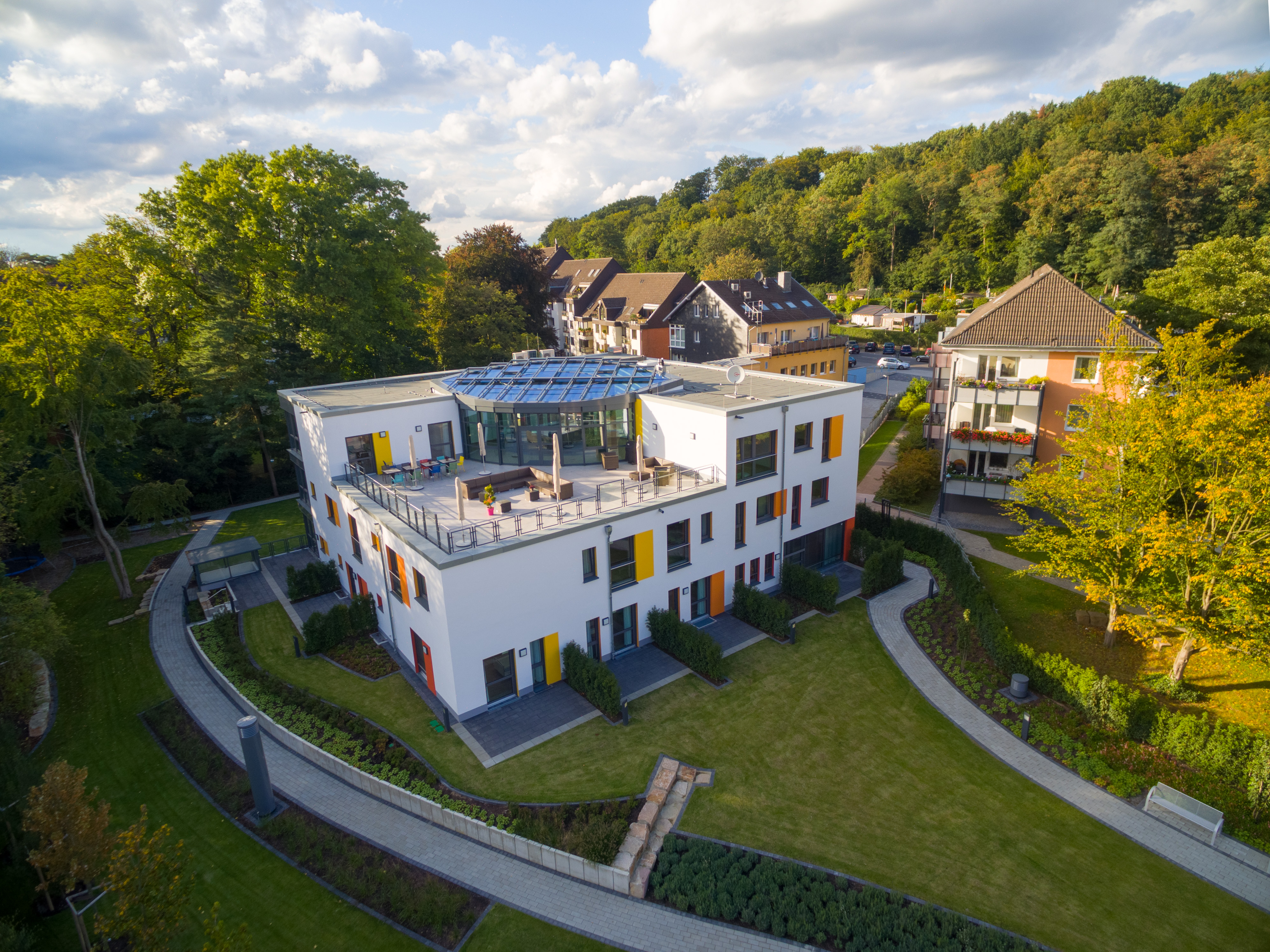
Drohnenaufnahme (2017)

Das Kinder- und Jugendhospiz Regenbogenland ist eines von insgesamt 21 stationären Kinderhospizen in Deutschland und eines von fünf Kinderhospizen in Nordrhein-Westfalen. Es besteht seit dem Jahr 2004 und gehört damit zu den ältesten Kinderhospizen der Bundesrepublik. Im Sommer 2017 wurde in Düsseldorf das neue Jugendhospiz fertiggestellt. Es ergänzt das Kinderhospiz, da die erkrankten Kinder dank des medizinischen Fortschritts immer öfter das Jugendalter erreichen.

## Profil
Das Hauptziel des Kinder- und Jugendhospizes Regenbogenland besteht darin, Kinder und Jugendliche im Rahmen der stationären Hospizpflege ab der Diagnose einer lebensverkürzenden Erkrankung und auch in ihrer finalen Lebensphase zu begleiten. Durch den umfassenden Versorgungsansatz richten sich die Begleitungsangebote an die gesamte Familie mit einem besonderen Fokus auf Geschwisterkinder; eine Mitaufnahme der Zugehörigen ist möglich. Das Team des Regenbogenlandes besteht aus Gesundheits- und Kinderkrankenpflegerinnen, Sozial- und Heilpädagoginnen, einem Seelsorger und Verwaltungsmitarbeiterinnen. Ehrenamtliche unterstützen das Team der Angestellten.
Grundsätzlich finden Kinder, Jugendliche und junge Erwachsene, die mit einer lebensverkürzenden Erkrankung leben, die fortschreitend verläuft und bei der eine Heilung ausgeschlossen ist, von ihrer Geburt an bis zur Vollendung des 27. Lebensjahres Aufnahme. Das Kinder- und Jugendhospiz Regenbogenland bietet insgesamt zehn Plätze für Kinder, Jugendliche und junge Erwachsene mit lebensverkürzender Erkrankung in zwei Pflegebereichen – jeweils fünf im Kinder- und fünf im Jugendbereich. Außerhalb bieten ein angrenzendes Gartenareal und ein barrierearmer Spielplatz Möglichkeiten für Außenaktivitäten. Darüber hinaus gibt es Räume für Eltern und Geschwister sowie eine Reihe von Räumen mit besonderen Funktionen und Angeboten, zum Beispiel ein Abschiedsraum oder ein Snoezelraum.

## Angebote der Kinder- und Jugendhospizarbeit
Neben der Pflege liegt das Hauptaugenmerk auf der Förderung und Begleitung der erkrankten Kinder und Jugendlichen, der Geschwisterkinder und ihrer Familien. Möglichkeiten sind hier beispielsweise Ausflüge, bedürfnisorientierte Kreativ- oder Gesprächsangebote.
Jeder Gast erhält individuelle therapeutische Maßnahmen, unter anderem aus den Bereichen Physiotherapie, tiergestützte Begleitung, Musiktherapie oder Aroma-Angebote. Psychosoziale Begleitung ist ein wesentlicher Baustein der umfassenden Begleitung im Regenbogenland – Gespräche, Beratung und Wegbegleitung gehören daher zum Angebot. Ein Bestandteil der Arbeit im Kinder- und Jugendhospiz ist zudem die Trauerbegleitung der Familien.

## Regenbogenland-Struktur
- Das Kinderhospiz war die erste Institution, die 2004 eröffnet wurde. Sie wurde vom Förderverein getragen und bot von Beginn an das gesamte Spektrum der Kinderhospizarbeit an. Es ist eine der ältesten Einrichtungen dieser Art in Deutschland.[3]
- Das Jugendhospiz kam im Sommer 2017 hinzu. Diese Erweiterung war notwendig geworden, weil Jugendliche andere Bedürfnisse haben als Kinder.[26] Die beiden Einrichtungen sind nicht nur durch die unmittelbare örtliche Nähe der zwei Gebäude,[27] sondern auch organisatorisch als Kinder- und Jugendhospiz Regenbogenland miteinander verbunden.
- Akademie Regenbogenland: Sie bildet seit 2020 im Bereich der Kinder- und Jugendhospizarbeit aus. Das Angebot umfasst qualifizierende Fort- und Weiterbildungen für Haupt- und Ehrenamtliche zu Themen wie Pflege und Trauerbegleitung, offene Angebote für  Interessierte zu hospizlichen Themen sowie  psychosoziale Angebote für Familien und Trauernde.[28][29]

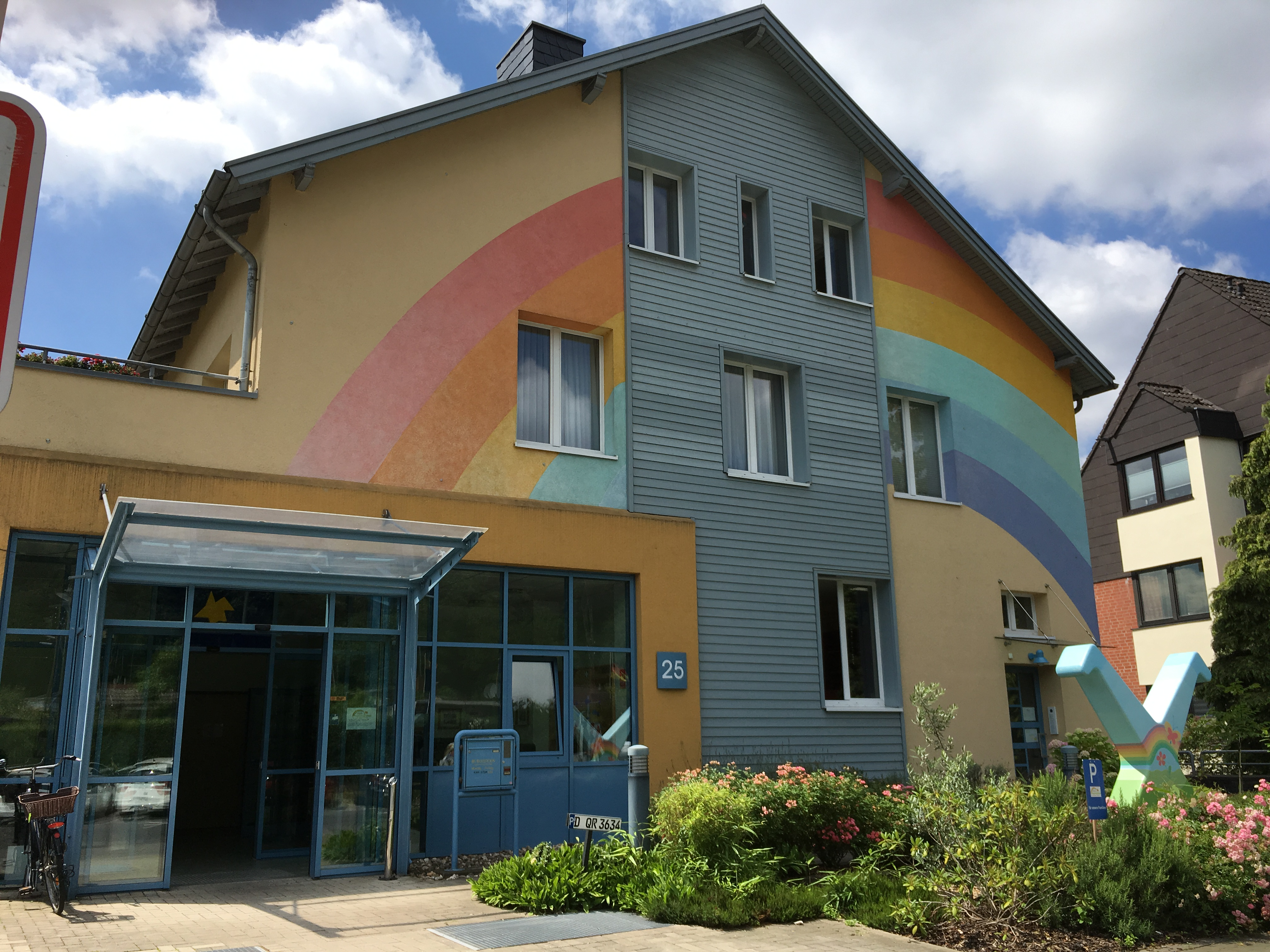
Gebäude des Kinderhospizes
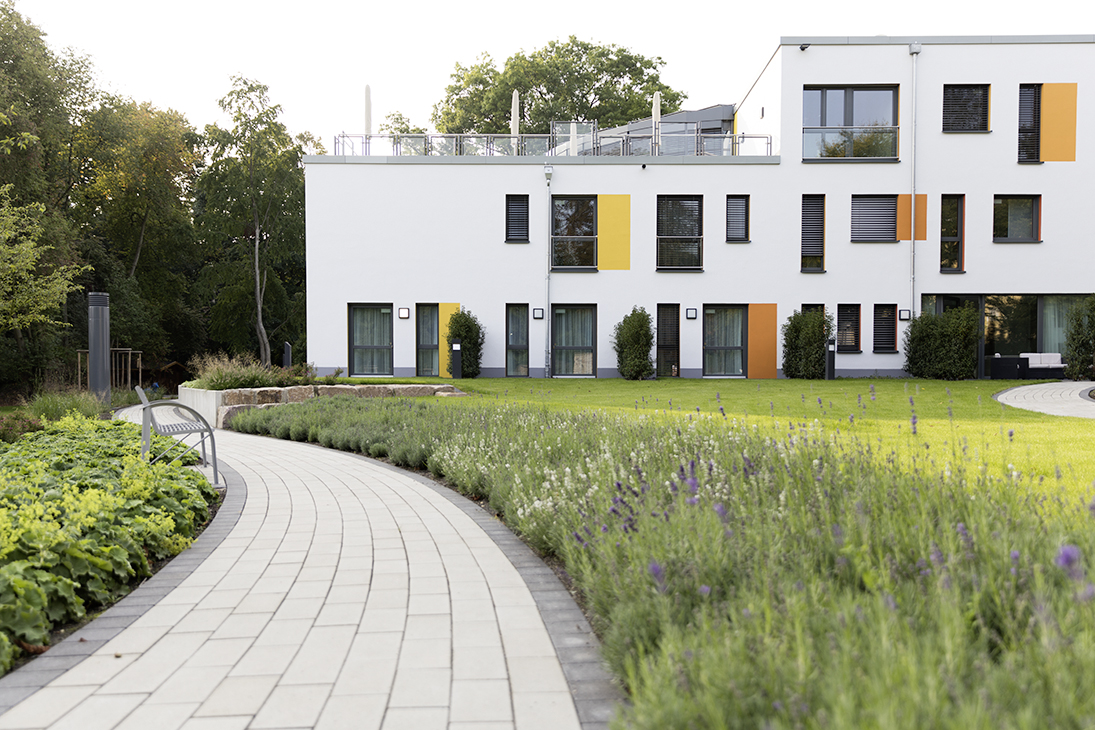
Gebäude des Jugendhospizes
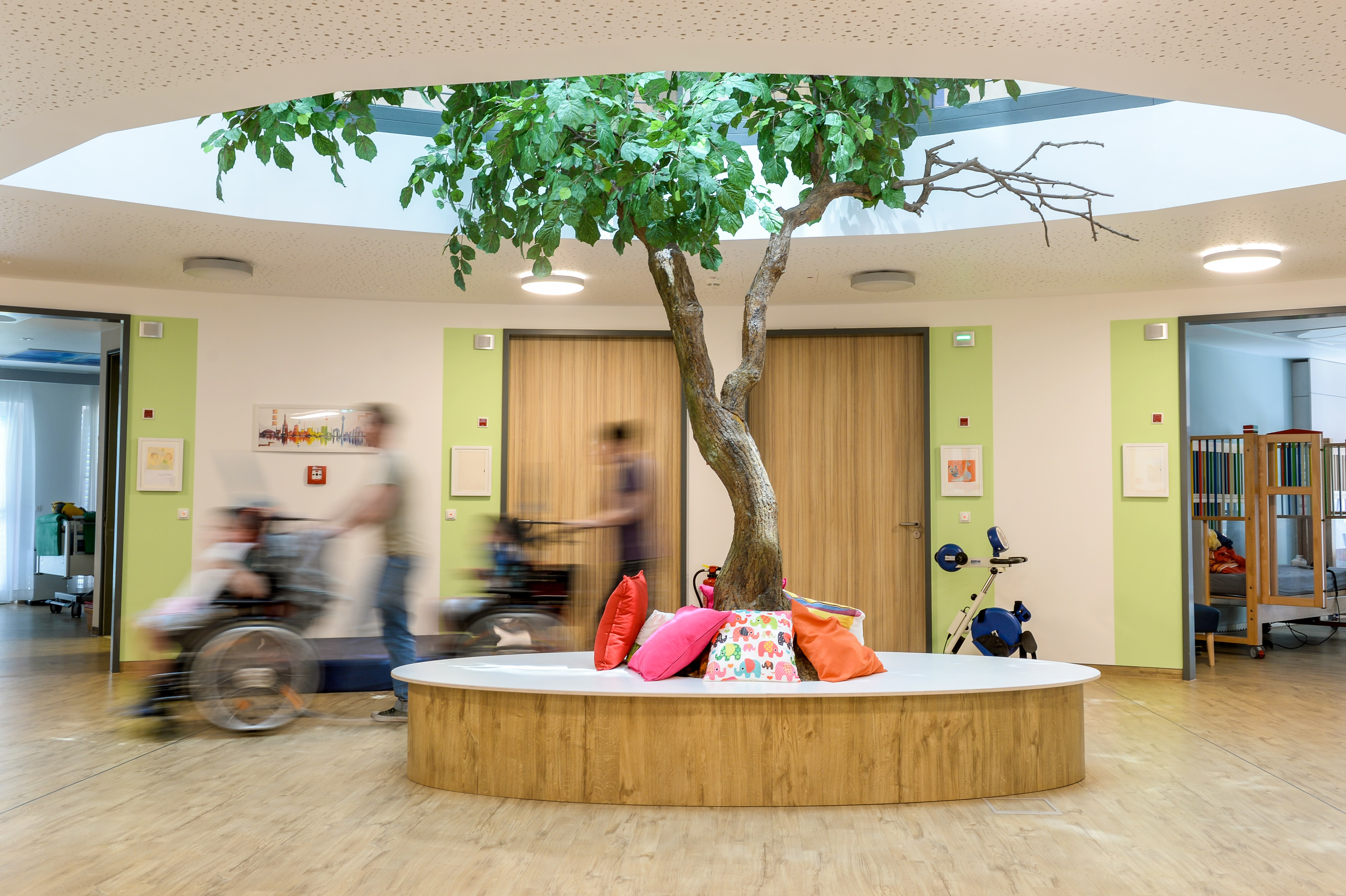
Pflegebereich des Jugendhospizes

## Finanzierung der Regenbogenland-Angebote
- Förderverein Kinder- und Jugendhospiz Regenbogenland e. V.: Der Förderverein ist der Träger des Kinder- und Jugendhospizes Regenbogenland und in erster Linie für die Mittelbeschaffung zuständig. Er wurde 1998 gegründet und am 2. Februar 1999 in das Vereinsregister des Amtsgerichtes Düsseldorf unter der Nummer VR 8586 eingetragen.[30] Gemäß seiner Satzung verfolgt dieser Verein ausschließlich und unmittelbar gemeinnützige und mildtätige Zwecke im Sinne des Abschnittes „Steuerbegünstigte Zwecke“ der Abgabenordnung.[31] Er ist von der Körperschaftsteuer befreit.[32] Der Vereinsvorstand setzt sich aus sechs Personen zusammen. Vorsitzender ist Norbert D. Hüsson. Anja Eschweiler ist die Geschäftsleiterin des Vereins.[33]
- Kinder- und Jugendhospiz Regenbogenland gGmbH: Diese 2004 gegründete gemeinnützige Gesellschaft ist für den operativen Betrieb des Kinder- und Jugendhospizes Regenbogenland zuständig[34] und finanziert sich zu mehr als der Hälfte aus Spenden.[14] Die Pflege der erkrankten Kinder und Jugendlichen wird teilweise durch die Krankenversicherung und Pflegeversicherung refinanziert. Alle anderen Angebote, zum Beispiel die Begleitung der Familien, der Geschwisterkinder und ihrer Familien oder die Trauerarbeit, sind spendenfinanziert.[35]
- Stiftung Regenbogenland: 2013 wurde die Stiftung Regenbogenland ins Leben gerufen, die langfristig den Erhalt des Kinder- und Jugendhospizes Regenbogenland sicherstellen soll.[36] Die Stiftung fördert Projekte der pränatalen palliativen Begleitung und hat den Aufbau eines Netzwerks zur Begleitung von Eltern frühverstorbener Kinder mitgetragen.[37] Zu ihnen gehört beispielsweise die Zusammenarbeit mit dem Geburtshaus Düsseldorf. Hier geht es um ein Netz von Betreuungsangeboten für Frauen und Paare bei Tot- und Fehlgeburten.[38][39] Darüber hinaus fördert die Stiftung Forschungsprojekte rund um die Themen Pflege und medizinische Versorgung von Kindern und Jugendlichen mit lebensverkürzenden Erkrankungen.[40]
- Die 2014 gegründete Regenbogenland gGmbH[41] ist ein wesentlicher Finanzier der Akademie Regenbogenland[42] und bündelt außerdem diverse Zusatzbereiche, die die Arbeit im Sinne der Familien mit lebensverkürzend erkrankten Kindern ergänzen und vertiefen. Die Regenbogenland gGmbH hat Kooperationen etabliert und gestaltet diese aus, zum Beispiel mit dem Kinderpalliativteam Sternenboot am Universitätsklinikum Düsseldorf, um ein leistungsfähiges Hilfenetz anbieten zu können.[43]

## Mitglieder, Mitgliedschaften, Botschafter
Der Förderverein Kinder- und Jugendhospiz Regenbogenland e.V. hat mehr als 850 Mitglieder (Stand: Sommer 2025).
Das Kinder- und Jugendhospiz Regenbogenland ist unter anderem Mitglied im Deutschen Kinderhospizverein, im Kindernetzwerk und im Bundesverband Kinderhospiz.
Zu den Botschaftern der Einrichtung zählen unter anderem Frauke Ludowig, Josef Hinkel, Matthias Killing, Christian Lindner, Peter Maffay und Thomas Weinkauf.